# Neklasifikovaný jazyk
Jako neklasifikovaný jazyk se označuje jazyk, který není zařazen do žádné jazykové rodiny. Většinou se jazyky dostanou do této skupiny kvůli nedostatku dat (existuje jen málo informací o tomto jazyce). Mezi další důvody, proč se jazyk zařadí mezi neklasifikované, patří důvod, že jazyk je silně ovlivněn jiným jazykem a to může být velmi matoucí. Často jsou sem zařazeny dávno mrtvé jazyky, o kterých je málo informací. Dále může nastat situace, že je jazyk zařazen do nějaké jazykové skupiny, ale v rámci této skupiny není zařazen do žádné podskupiny. Tento problém se vyskytuje hlavně u malajsko-polynéských jazyků, bantuských, austrálských a indiánských jazycích.
Pojem neklasifikovaný jazyk se může splést s pojmem izolovaný jazyk. U izolovaného jazyka je stoprocentně jisté, že nemá žádné příbuzné jazyky, zatímco u neklasifikovaného jazyka se neví, do jaké jazykové skupiny patří.

## Příklady neklasifikovaných jazyků
Existuje mnoho neklasifikovaných, ale většina z nich jsou mrtvé. Těch, které jsou živé, je velmi málo. V následujícím seznamu jsou uvedeny příklady neklasifikovaných jazyků, ty mrtvé jsou označené křížkem (†). Jazyky jsou srovnané podle toho, z jakého důvodu jsou neklasifikované.

### Neklasifikované kvůli žádným informacím o jazyce
- Sentinelština, mluví jím národ Sentinelců na Andamanech v Indii. Neexistuje žádný kontakt s tímto jazykem už po dobu 300 let a není známo jediné slovo.
- Weyto† v Etiopii.
- Harappština† v údolí Indu, jazyk Harappské říše
- Nam†, jazyk, kterým se mluvilo v Tibetu, momentálně probíhá průzkum

### Neklasifikováno kvůli nedostatku dat
- Bung, téměř vymřelý jazyk v Kamerunu
- Cacán† v Argentině a Chile
- Kujarge, mluví se jím v Čadu, je pravděpodobné, že patří k afroasijským jazykům.
- Luo, jazyk Kamerunu. Není známo, zda vymřel.
- Mawa† v Nigérii
- Filištínština†, jazyk, kterým ve starověku mluvil národ Filištínů, na území dnešního Izraele.
- Solano† v Mexiku
- Hunština†, jazyk Hunů
- Gutština† v pohoří Zagros

### Jazyky nesouvisející s okolními jazyky, které nejsou běžně zkoumány
- Jalaa v Nigérii
- Kwaza v Brazílii
- Mpre† v Ghaně

### Jazyky se slovní zásobou absolutně jinou, než mají okolní jazyky
- Bayot v Senegalu a Guinea-Bissau
- Laal v Čadu

### Jazyky nesouvisející s ostatními jazyky, o jejichž zařezení se vedou spory
- Ongota v Etiopii
- Shabo též v Etiopii

### Jazyky o kterých se neví, zda existují
- Oropom v Ugandě
- Nemadi v Mauritánii
- Rer Bare† v Etiopii. Pokud existoval, tak je vymřelý.
- Tapeba v Brazílii, nejspíše se nejedná o jazyk, ale kmen[3][4]